# Winzenburg
Winzenburg è una frazione del comune tedesco di Freden (Leine), in Bassa Sassonia. 
Winzenburg costituì un comune autonomo fino al 1º novembre 2016.